# Juana Inés de la Cruz

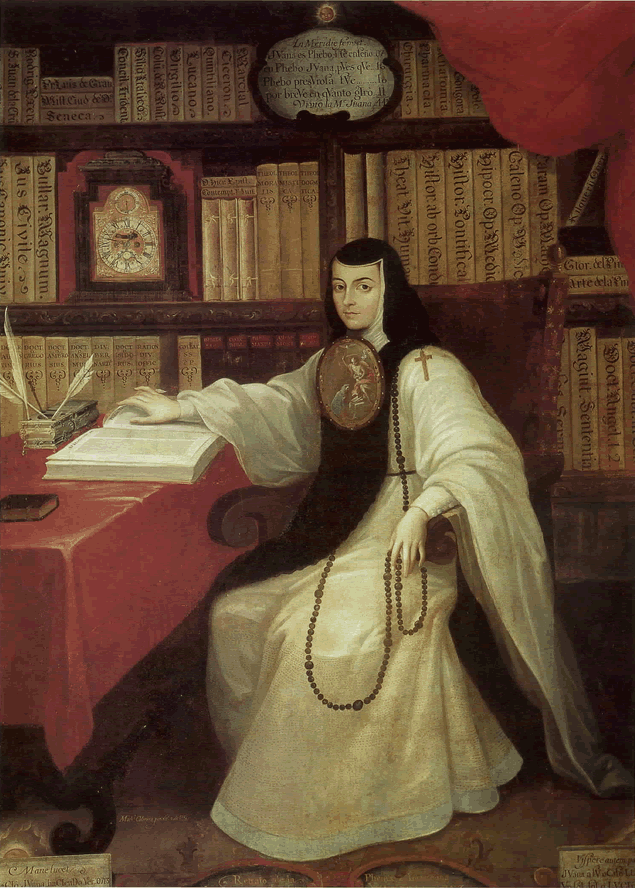
Juana Inés de la Cruz in un ritratto di Miguel Cabrera (1750).

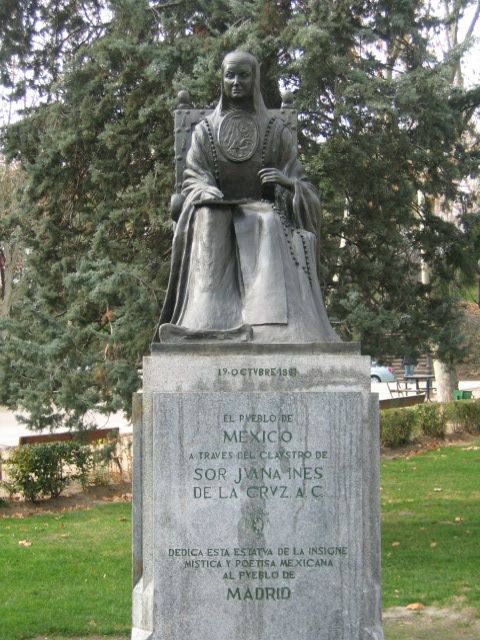
Juana Inés de la Cruz

Juana Inés de la Cruz, nata Juana Inés de Asbaje y Ramírez de Santillana (San Miguel Nepantla, 12 novembre 1648 (o secondo altri 1651) – Vicereame della Nuova Spagna, 17 aprile 1695), è stata una religiosa e poetessa messicana (Creola), appartenuta all'ordine di San Gerolamo, famosa per le sue poesie. Scrisse anche commedie, lettere, autos sacramentales e villancicos.

## Biografia
La Cruz era la figlia illegittima di un nobile spagnolo e di una donna di origini spagnole nata nel Yecapixtla.
Suo nonno fu un grande proprietario terriero e Juana trascorse la sua infanzia, assieme a sua madre, proprio all'interno dell'azienda avita.
Grazie all’immensa biblioteca realizzata dal nonno, la piccola Juana imparò precocemente a leggere ed a scrivere, e se all'età di otto anni redasse la sua prima composizione a carattere religioso, all'età di tredici anni dimostrò già una buona padronanza di metafisica e di logica greca rivelandosi contemporaneamente anche una brava insegnante di latino al cospetto di giovani allievi.
Nel 1664 Juana si recò nel Vicereame della Nuova Spagna, con l'intento di iscriversi all'università, ma purtroppo, a causa di una serie di impedimenti, fu costretta a proseguire i suoi studi privatamente.
Fu poetessa della scuola gongoriana e concettista, ma con un suo stile personale che la sottrae a quella influenza, anche grazie alle sue venature razionaliste. Compose sonetti e romances di fattura delicata e tuttavia molto rigorosa, alcuni di originalità unica all'interno della letteratura barocca.
Si possono ricordare il poemetto El sueño, con il quale espresse, nonostante i collegamenti stilistici al gongorismo, una notevole originalità, pervasa da una grande ansia di comprensione dell'universo intero, basata sia sulla fede sia sulla fiducia della ragione umana, e la Respuesta a sor Filotea, che era in realtà indirizzata a Manuel Fernández de Santa Cruz, vescovo di Puebla, in cui si difese dall'accusa di scarsa devozione e di eccessivo attaccamento agli studi profani.
Fu dama d'onore della viceregina ed Leonor Carreto, moglie del viceré Antonio Sebasti Marquis de Mancera, che allestì un vero e proprio salotto culturale al quale parteciparono i più importanti teologi, giuristi, filosofi e poeti rintracciabili in quel contesto geografico, e queste frequentazioni aumentarono le conoscenze ed il prestigio della Cruz.
Si segnalò ancora giovane negli studi teologici e filosofici. Entrò, all'età di diciotto anni, nell'ordine di San Girolamo, e per oltre un ventennio la sua cella conventuale divenne un vero e proprio centro di vita culturale, oltre al luogo del suo ritiro spirituale. Qui, infatti, visse tutta la vita scrivendo composizioni di ogni genere: poesie d'occasione, poemetti amorosi e classicheggianti di scuola gongorina e concettista. Ma tutta la sua opera contiene venature di razionalismo che la rende diversa.
I suoi presunti resti sono stati rinvenuti durante scavi presso la Universidad del Claustro de Sor Juana al Vicereame della Nuova Spagna nel 1978. Gli scienziati del Centro di Ricerca e Studi Avanzati (CINVESTAV) hanno tentato di estrarre il DNA dalle ossa scoperte. Nel marzo del 2011, il Cinvestav ha prelevato campioni di DNA dai membri in vita della sua famiglia, Ramirez España e Iliana Troncoso Olaguibel, discendenti della sorella di Sor Juana, che vivono in Messico. «La procedura di sequenziamento genetico di Sor Juana e dalla sua discendenza sarà ripetuta almeno tre volte al fine di garantire risultati corretti. Alla fine, il confronto sarà effettuato per determinare se vi è un rapporto», ha dichiarato Maria de Lourdes Muñoz, che conduce gli studi di genetica e biologia molecolare alla Cinvestav e spera che possano essere esumati e analizzati anche i resti della madre della poetessa monaca, sepolta presso l'ex Convento della Mercede.

## Le opere
Il suo primo volume di versi, intitolato Inundación castalida de la única poetisa, musa decima, apparve nel 1689; tre anni dopo seguirono il secondo volume e un terzo fu pubblicato postumo nel 1700.
Scrisse anche opere di teatro: due commedie di intreccio Los empeños de una casa e Amor es más laberinto, entrambe considerate tra le migliori dell'arte drammatica ispano-americana del XVII secolo. Produsse inoltre quattro autos sacramentales, cioè brevi rappresentazioni cantate per la liturgia. Di questi il più conosciuto è El Divino Narciso del 1690.
Restano altresì opere in prosa sotto forma di lettere mistiche e la Respuesta a la muy ilustre Sor Filotea de la Cruz. In quest'ultima opera Juana Inés de la Cruz si difende dalle accuse del vescovo che l'aveva attaccata incolpandola di dedicarsi troppo allo studio della filosofia e della letteratura e troppo poco allo studio delle Sacre Scritture.
In qualunque caso la letteratura della Cruz fu incentrata su una piena libertà di vedute e di idee, basti pensare al poema Redondillas nel quale difese i diritti delle donne, oppure a Hombres necios, nel quale invece criticò l'eccesso di sessismo della società del suo tempo e le contraddizioni etiche, morali e comportamentali dei suoi contemporanei.
Nel 1696 un poeta sardo, Josè Zatrilla y Vico Dedoni y Manca, pubblicò a Barcellona un'opera in versi (Poema heroico), in castigliano, in cui suor Juana viene esaltata come musa ispiratrice.
A partire dall'interesse che suscitò Carlos de Sigüenza y Góngora nella generazione del '27, letterati americani e spagnoli iniziarono la rivalutazione della poetessa; tra questi Alfonso Reyes, Pedro Henríquez Ureña, Xavier Villaurrutia, José Gorostiza, Ermilo Abreu Gómez, Ezequiel A. Chávez, Karl Vossler, Ludwig Pfandl, Robert Ricard dedicarono scritti all'opera di Sor Juana.
In epoca recente lo scrittore Octavio Paz ha dedicato il libro intitolato Sor Juana: Or, the Traps of Faith alla Cruz, focalizzando gli articolati equilibrismi svolti da Suor Juana per districarsi tra il messaggio ed il pensiero cristiano, il rigido magistero della chiesa e il suo anelito di libertà intellettuale.
La poetessa e drammaturga italiana Maura Del Serra ha dedicato a Sor Juana il testo teatrale La Fenice, Siracusa, Edizioni dell'Ariete, 1993, poi confluito nel volume: Maura Del Serra, Teatro, Pistoia, Petite Plaisance, 2015.